# Пальце-носова проба
Па́льце-носова́ про́ба — проба на координацію рухів. Пацієнт повинен заплющити очі, відвести руку, а потім, не кваплячись, вказівним пальцем потрапити в кінчик носа. При мозочковій патології цей рух є надлишковим по траєкторії (гіперметрія), в результаті чого хворий проносить палець повз ціль; при цьому зазвичай одночасно виявляється і мозочковий тремор. При ураженні півкулі мозочка координаторні розлади більш виражені в руці на стороні патологічного вогнища.